# ريتينباكر
فيردينان يعقوب-Ferdinand Jakob Redtenbacher (ولد عام 1809 في شتاير، النمسا العليا، وتوفي عام 1863 في كارلسروه) يعتبر مؤسس علم الهندسة الميكانيكية.

## وصلات خارجية
- السيرة الذاتية